# Eupithecia subflavolineata
Eupithecia subflavolineata är en fjärilsart som beskrevs av D.Lucas 1938. Eupithecia subflavolineata ingår i släktet Eupithecia och familjen mätare. Inga underarter finns listade i Catalogue of Life.